# Анна Мария фон Льовенфелд
Анна Мария фон Льовенфелд (на немски: Anna Maria von Löwenfeld; * 1735; † 1783) е член от династията Вителсбахи.

## Биография
Тя е незаконна дъщеря на кьолнския курфюрст-архиепископ Клеменс Август Баварски (1700 – 1761) и Мехтхилд Брион, арфенистка от Бон. Нейният баща е четвъртият син на курфюрст Максимилиан II Емануел (Бавария) и Тереза Кунегунда Собиеска и брат на император Карл VII (1697 – 1745).
Анна Мария се омъжва през 1757 г. за братовчед си граф Франц Лудвиг фон Холнщайн (* 4 октомври 1723; † 22 май 1780), незаконен син на император Карл VII от връзката му с дворцовата дама Мария Каролина Шарлота фон Ингенхайм. На 13 януари 1735 г. баща му купува за него палат Холнщайн в Мюнхен. През 1768 г. той е издигнат на имперски граф и фелдмаршал-лейтенант. В Холнщайн той построява нов дворец и през 1768 г. е издигнат на имперски граф и фелдмаршал-лейтенант.
- Граф Франц Лудвиг фон Холнщайн
- Палат Холнщайн в Мюнхен

## Деца
Анна Мария и граф Франц Лудвиг фон Холнщайн имат 12 деца:
- Мария Анна Елизабет графиня фон Холнщайн от Бавария (1759 –1798), омъжена за Антон Алойс Бонавентура фрайхер Хорнек фон Хорнберг
- Максимилиан Йозеф граф фон Холнщайн от Бавария (1760 – 1838)
- Фридрих Август граф фон Холнщайн от Бавария (1762– 1826)
- Клеменс Август Франц де Паула Алойс Антон де Падуа Андреас Авелин Мартин граф фон Холнщайн от Бавария (1763 – 1814)
- Йозефа Мария Магдалена Валбурга Антония Амалия Аполония Агата графиня фон Холнщайн от Бавария (1765 – 1826), омъжена за Лудвиг фрайхер Егкхер фон Капфинг-Лихтенег
- Йозеф граф фон Холнщайн от Бавария (* 14 януари 1766)
- Лудвиг граф фон Холнщайн от Бавария (* 30 март 1767)
- Сигисмунд Йозеф Марквард Антон фон Падуа Франц фон Паула граф фон Холнщайн от Бавария (1768 – 1804)
- Йозеф Георг Антон граф фон Холнщайн от Бавария (1770 – 1809)
- Анна Франциска Ксаверия графиня фон Холнщайн от Бавария (1772 – 1809)
- Франц Ксавер Максимилиан Антон де Падуа Алойс Гуидо граф фон Холнщайн от Бавария (1773 – 1834)
- Мария Амалия Каролина Августа Франциска де Паула, графиня фон Холнщайн от Бавария (1775 – 1864), омъжена за Христиан Адам фрайхер Лохнер фон Хютенбах